# ザンジュの乱
ザンジュの乱（ثورة الزنج
）とは、アッバース朝時代のメソポタミア南部（現在のイラク南部）で発生した黒人奴隷（ザンジュ）の反乱。カリフの御膝元で勃発し869年から883年まで続き、アッバース朝の弱体化を促進させた。

## 概要
ウマイヤ朝時代からアッバース朝時代にかけて私領地が広がり、特に南イラクは商品作物栽培が盛んだったがそこは水に乏しい亜熱帯の荒野で、農業は厳しいものだった。メソポタミア文明以来、数千年にわたって酷使され続けた大地は痩せ果て、灌漑水の蒸発によって生じた塩害地が広がっていたから、生産力を上げるために表土を削り取って新しい土を入れていた。当時、ムスリム商人の活動はアフリカ東岸にまで広がっており、アフリカ東岸で購入されたザンジュが、私領地における土壌改良などの労働力として用いられた。当時、ザンジュはイラク南部で100万人近くいたと推定される。500人から5000人単位の組に分けられ粗食を与えられ劣悪な生活条件のうちに奴隷身分から解放される見込みはないまま苦役に従った。ザンジュの多くが無教養だったが次第にイスラムの教えを聞き理解するようになった。このためウマイヤ朝時代にも反乱がおきている。
現地人でも小作人が私領地の過酷な労働に加わっていたが、869年、マホメットのアリー家の一人と自称するアリー・ブン・ムハンマド（イドリース朝の4代目王のアリー・イブン・ムハンマドとは別人）が強い不満を抱いていた彼らの前に現れ扇動し反乱を起こした。最初は局地的なものだったが870年にはアフワーズ、その他の都市を占領し領民の婦女を連れ去って城壁内に幽閉し金銭、物品から婦女子まで共有したと伝えられる。各地のザンジュを開放して反乱軍に編入して871年にはアラブ遊牧民も味方につけると南イラク最大の都市バスラの奪取を企て、襲って放火、略奪をほしいままにした。
反乱軍はイラーク南部に広がる広大な湿地帯を押さえ、そのなかにムフターラという本拠地を888年に建設した。湿地を利用した神出鬼没のゲリラ作戦でアッバース朝の討伐軍を翻弄し、支配地域には行政区域を設定して徴税を行い、官僚機構の構築や裁判、独自の貨幣鋳造などに見られるように、一時は独立政権の樹立を果たし全盛期には30万人の兵を集めていた。879年にはバグダード南90キロまで迫った。
しかし、880年、アッバース朝の第15代カリフ、ムウタミドの弟ムワッファクが討伐軍の総司令官に任命され逆襲に転じた。ムワッファクの息子アブル・アッバース（のちの16代カリフ、ムウタディド）が先鋒となって大船団を率いてチグリス川を下り敵軍を南方に敗退させた。10月に拠点のアル・マニーアを破って女子供5千人を救出しそれから一城抜くごとに多数の女子供を助け出した。881年には、政府軍5万人はムフターラを包囲した。
反乱軍はアラブ遊牧民の協力を得て食糧の補給を続けたが籠城が長引くにつれて餓死者が続出するようになった。ムフターラにアル・ムワッファクは自ら兵を率いて敵の本城に迫りしばしば市内にも突入したが反乱軍に撃退された。883年8月に総攻撃が敢行され、ムフターラを陥落させた。この際にアリー・ブン・ムハンマドは殺害され、反乱は幕を閉じた。首級がバグダッドに晒され、多くのザンジュがもとの奴隷に戻された。そして反乱鎮圧のためにサーマッラーがほとんど空になったことを機に、再びバグダードが首都になった。
14年にわたって中心部が奴隷の反乱軍に占拠されたことはアッバース朝の権威にとって致命的な打撃となった。加えてこの反乱の影響でペルシア湾交易が一時途絶し、イラク南部の諸都市や田園は荒廃し元に戻らなかった所も多かった。